# Landshuter Jugendbuchpreis
Der Landshuter Jugendbuchpreis (LJBP) mit dem Beinamen Auserlesen ist ein durch städtische Mittel finanziertes Leseförderprojekt der Stadtbücherei Landshut. Er wird seit 2009 jährlich verliehen. Gegründet wurde er Ende 2008 von der Arbeitsgruppe LJBP des Jugendleseclubs Landshut, die den Preis organisiert und gestaltet. Die in Landshut ansässige Autorin Mirjam Pressler ist Schirmherrin des Preises. Der Jugendleseclub Landshut nominiert jährlich die 15 besten Jugendbuch-Neuerscheinungen des Vorjahres. Aus diesen Titeln wählt die Jury, die aus Schulklassen verschiedener Schulen und jugendlichen Bibliothekskunden Landshuts gebildet wird, drei Preisträger.

## Hintergrund

### Jugendleseclub Landshut
In Landshut gibt es seit 1991 einen Leseclub der Stadtbücherei Landshut. 1999 wurde er in einen Kinder- und in einen Jugendleseclub geteilt. Von 2003 bis 2008 war der Jugendleseclub Landshut eine von bundesweit sechs Gruppen, die die Jugendjury des Deutschen Jugendliteraturpreises bildeten. Leiter bzw. Teamer des Jugendleseclubs war bis 2017 der Bibliothekar Georg Braun, der selbst mehrere Jahre in der Jury des Deutschen Jugendliteraturpreises tätig war.

### Entstehung
Angeregt wurde der Jugendliteraturpreis von Georg Braun zusammen mit der Autorin und Übersetzerin Mirjam Pressler, um einen solchen Preis in Zusammenarbeit mit Landshuter Schulen als Leseförderprojekt durchführen zu können. Als 2008 die Jugendjury des Deutschen Jugendliteraturpreises für das folgende Jahr neu ausgewählt wurde, durfte der Landshuter Jugendleseclub aufgrund seiner langjährigen Beteiligung nicht mehr teilnehmen. Daraufhin gründeten Georg Braun und fünf Leseclubmitglieder Ende 2008 die Arbeitsgruppe Landshuter Jugendbuchpreis (AG LJBP). Diese erstellte zunächst ein ausführliches Konzept und ließ dieses von der Leitung der Stadtbücherei Landshut absegnen. Im Anschluss wurden die Landshuter Schulen kontaktiert, damit das Leseförderprojekt im Frühjahr 2009 starten konnte.

### Arbeitsgruppe LJBP
Die Arbeitsgruppe LJPB besteht neben dem Leiter Georg Braun aus Jugendlichen des Landshuter Jugendleseclubs. Nach dem Motto „Von Jugendlichen für Jugendlichen“ übernimmt Herr Braun dabei lediglich die Koordination der Treffen und hält den Kontakt zu den Verlagen und Schulleitungen, während Organisation, Gestaltung, Büchervorstellung, Werbung usw. durch die Jugendlichen selbst durchgeführt werden. Die Treffen der Arbeitsgruppe finden unregelmäßig je nach Organisationsbedarf statt, d. h. vor allem im Frühjahr zum Aktionsstart und im Sommer zur Auswertung der Sieger und zur Planung der Schlussveranstaltung – der Preisverleihung – im Salzstadel Landshut.

## Konzept und Durchführung
Der Leseclub trifft sich jeweils im November und wählt die nach seiner Meinung 15 besten Jugendbuch-Neuerscheinungen des Jahres aus. Für die Auswahl gibt es dabei keine vorgesetzten Maßstäbe und Kriterien, sondern nur die subjektive Meinung der Mitglieder. Für die Nominierung braucht es mindestens 2–3 Stimmen, wobei Ausnahmen möglich sind. Die erstellte Nominierungsliste, die den Titel „Auserlesen“ trägt, wird Anfang Dezember in der Landshuter Buchhandlung Pustet vorgestellt und dann dort und in den Landshuter Büchereien für Kunden und Leser ausgelegt. Die Titel bilden die Vorauswahl für die Vergabe des Landshuter Jugendbuchpreises im folgenden Jahr.

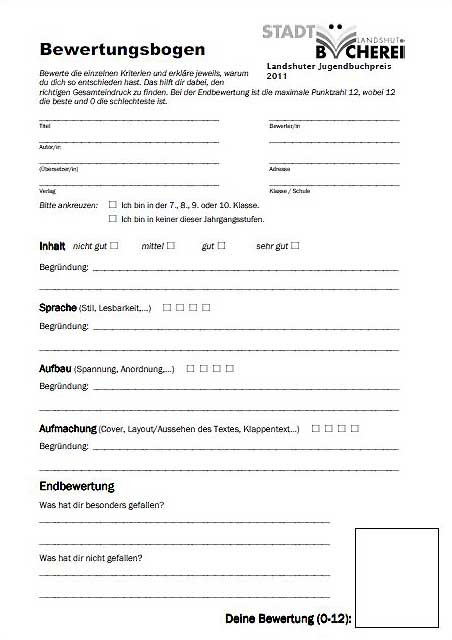
Bewertungsbogen 2013

Die Jury, die aus diesen 15 Titeln die besten drei Bücher auswählt, besteht aus Schulklassen der 7. bis 10. Jahrgangsstufe verschiedener Landshuter Schulen. Bei der Auswahl der teilnehmenden Schulklassen wird auch auf eine gleichmäßige Verteilung auf die entsprechenden Jahrgangsstufen geachtet. Die Mitglieder der AG LJBP (Arbeitsgruppe Landshuter Jugendbuchpreis) stellen den Schülern das Projekt und die Nominierungen in einer Unterrichtsstunde vor. Anschließend werden Bewertungsbögen und je zwei Exemplare der nominierten Bücher in sogenannten Bücherkisten verteilt. Diese Kisten bleiben für drei bis vier Wochen in den Klassen. Mit Unterstützung der Lehrkräfte werden teilweise auch Referate oder Diskussionsrunden in den Unterricht eingebaut. Nach Abgabe der ausgefüllten Bewertungsbögen, welche seit 2011 auch in den städtischen Bibliotheken und bei Bücher Pustet ausliegen, werten die AG-Mitglieder diese aus und beginnen mit der konkreten Planung der Preisverleihung sowie der Erstellung von Werbematerialien und Einladungen.
Das Plakat, welches für die Preisverleihung wirbt, entwirft und malt ein Jugendlicher. Die Schriftgestaltung des Plakats übernimmt die AG LJBT und die Stadtbücherei Landshut. Ab Ende Juni bis Anfang Juli hängt es in Bibliotheken, Schulen und öffentlichen Einrichtungen aus. Mit dem Motiv entstehen des Weiteren Handzettel mit Informationen über den Preis auf der Rückseite sowie Einladungskarten für die Teilnehmenden Schüler für die Abschlussveranstaltung. Werden diese Karten auf der Abschlussveranstaltung in den aufgestellten Lostopf eingeworfen nimmt der Schüler an einer Geschenkverlosung am Ende der Veranstaltung teil.
Abgabetermin der ausgefüllten Bewertungsbögen ist Ende Juli. Anfang August werten Mitglieder der AG LJBP diese aus und starten mit der konkreten Planung der Preisverleihung.
Die Preisverleihung findet jährlich Anfang Oktober im Landshuter Veranstaltungsraum Salzstadel statt. Regelmäßig werden dazu bekannte Autoren und Vertreter der Stadtverwaltung eingeladen. Die Moderation der Veranstaltung erfolgt durch Arbeitsgruppen-Mitglieder und wird von anderen Jugendlichen musikalisch begleitet. Im Rahmen der Preisverleihung werden die drei besten Bücher in zufälliger Reihenfolge von AG-Mitgliedern szenisch präsentiert und im Anschluss die drei Preisträger mit einer Laudatio verkündet. Außerdem erfolgt eine Verlosung unter allen Schülern, die in der Jury mitgewirkt haben.
Hauptziel des Landshuter Jugendbuchpreises ist die Förderung des Lesens. Schüler sollen damit unabhängig von der Schullektüre einen Zugang zu Büchern bekommen, Buchempfehlungen Gleichaltriger erhalten und so an bislang unbekannte Literatur herangeführt werden. Außerdem dient der Jugendbuchpreis der Förderung der Zusammenarbeit zwischen den Schulen und der Bibliothek und der öffentlichkeitswirksamen Förderung von (Jugend-)Literatur sowie einem zielgruppenorientierten Bestandsaufbau öffentlicher Bibliotheken.

### 2009

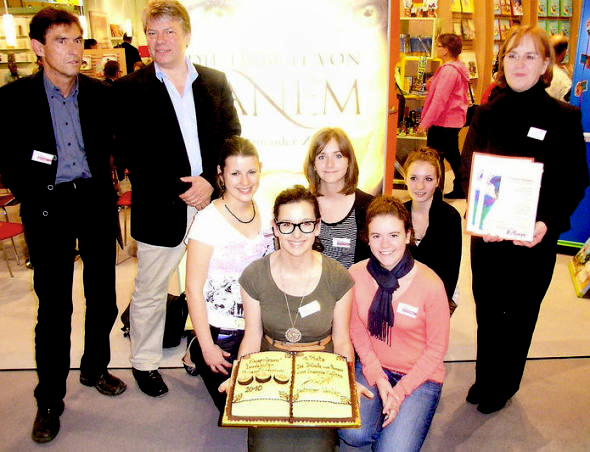
Preisübergabe an Übersetzer Peter Klöss (2. v.l.) und Nicole Hartmann, Oetinger Verlag (r.) auf der Frankfurter Buchmesse 2010

Im ersten Jahr gab es zwei Bücherkisten mit je zwei Exemplaren der 15 nominierten Titel (Auserlesen-Liste 2008), welche von März bis Juli den Klassen jeweils für vier Wochen zur Verfügung standen. Die Jury wurde aus acht Klassen von sechs Landshuter Schulen (von der Hauptschule bis zum Gymnasium) gebildet. Abgegeben wurden ca. 200 Bewertungsbögen, was im Schnitt einem Bewertungsbogen pro Schüler entspricht. Zu den Beitragenden während der Preisverleihung am 2. Oktober 2009 gehörten der Jugendbuchautor und Poetry-Slam-Performer Jaromir Konecny mit seinem Beitrag „Wer ist hier der Schriftsteller, verdammt?“ sowie die Schirmherrin des Literaturpreises Mirjam Pressler, die der aktivsten Klasse eine Sonderlesung schenkte. Die Preisvergabe an Autoren und Verlage erfolgte auf der Frankfurter Buchmesse.

### 2010
Aufgrund der positiven Resonanz und zahlreicher Anfragen von Lehrern, die mit ihrer Klasse als Jury teilnehmen wollten, bekam die AG LJBP für ihr Projekt eine weitere Bücherkiste. Die Jury bestand diesmal aus zwölf Klassen von sieben Schulen, die ihre Bewertungen zwischen März und Juli abgeben konnten. Erstmals konnte auch unabhängig von der Zugehörigkeit zu einem Klassenverband an der Bewertung teilgenommen werden. Abgegeben wurden ca. 400 Bewertungsbögen. Zur Preisverleihung am 1. Oktober 2010 war wieder Jaromir Konecny eingeladen, der diesmal aus seinem Buch „Doktorspiele“ vorlas. Außerdem unterhielt der deutsche Poetry-Slammer Heiner Lange das Publikum. Für die musikalische Untermalung der Veranstaltung sorgte Ricarda Burger auf dem Flügel. Die Schirmherrin schenkte der fleißigsten Klasse ein Buchpaket.

### 2011

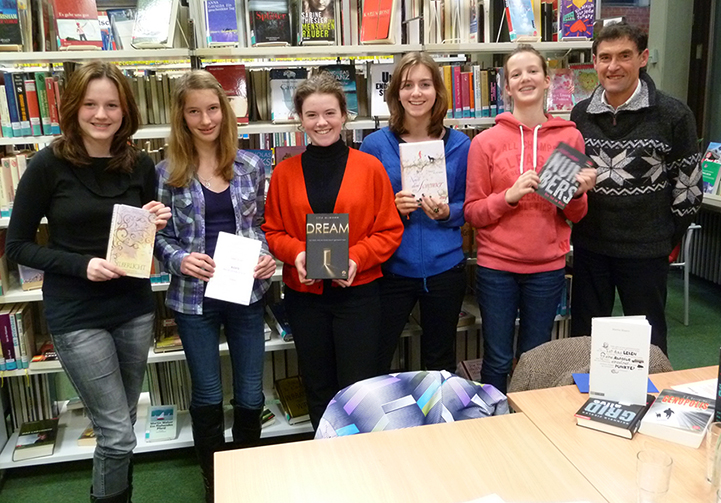
AG LJBP 2011

Auch im dritten Jahr gab es eine Steigerung der Teilnehmerzahl: es nahmen 17 Klassen aus acht Schulen teil. Insgesamt wurden 566 ausgefüllte Bewertungsbögen abgegeben. Die Preisverleihung fand am 7. Oktober 2011 statt. Die Übergabe des 2. Preises erfolgte an Uwe-Michael Gutzschhahn, Übersetzer von Rachel Wards „Numbers“, die des 1. Preises, an den Script5-Pressesprecher Dominik Nuese. Jugendbuchautor und Poetry-Slammer Jaromir Konecny las Plattenbaugeschichten und die Flaschendreh-Szene aus seinem Roman „Krumme Gurken“ vor. Außerdem wurden unter allen Juryteilnehmern Buchpreise und Gutscheine verlost. Mirjam Pressler schenkte der fleißigsten Schulklasse eine Lesung.

### 2012
Der vierte Landshuter Jugendbuchpreis wurde am 5. Oktober 2012, wieder im Rahmen einer Abendveranstaltung im Salzstadel, vergeben. Analog zu den Vorjahren erfolgte die Auswahl der Preisträger aus insgesamt 424 abgegebenen Bewertungsbögen. Erstmals wurde dabei ein Titel (Rachel Ward: Numbers – Den Tod vor Augen) erneut ausgezeichnet.

## Prämierte Bücher

### 2009
Nominierte Titel
1. Michael Gerard Bauer: Nennt mich nicht Ismael! Aus dem Englischen von Ute Mihr. Hanser, 2008, ISBN 978-3-423-62435-0.
2. Alina Bronsky: Scherbenpark. Kiepenheuer & Witsch, 2008, ISBN 978-3-462-04150-7.
3. Sophie Dahl: Die Spiele der Erwachsenen. Aus dem Englischen von Maria Mill. Bloomsbury, 2008, ISBN 978-3-8333-5053-5.
4. Sharon Dogar: Salzwassersommer. Aus dem Englischen von Petra Koob-Pawis. Arena, 2008, ISBN 978-3-401-50141-3.
5. Thea Dorn: Mädchenmörder. Manhattan, 2008, ISBN 978-3-442-47156-0.
6. Uzodinma Iweala: Du sollst Bestie sein! Aus dem Englischen von Marcus Ingendaay. Ammann, 2008, ISBN 978-3-596-18449-1.
7. Lise Knudsen: Die schwarzen Flügel. Aus dem Norwegischen von Maike Dörries. Baumhaus, 2008, ISBN 978-3-8339-3668-5.
8. Erlend Loe: Ich bring mich um die Ecke. Aus dem Norwegischen von Hinrich Schmidt-Henkel. Kiepenheuer & Witsch, 2008, ISBN 978-3-462-04017-3.
9. Stephenie Meyer: Seelen. Aus dem Amerikanischen von Katharina Diestelmeier. Carlsen, 2008, ISBN 978-3-551-31036-1.
10. Joyce Carol Oates: Nach dem Unglück schwang ich mich auf, breitete meine Flügel aus und flog davon. Aus dem Amerikanischen von Birgitt Kollmann. Hanser, 2008, ISBN 978-3-423-62448-0.
11. Jodi Picoult: 19 Minuten. Aus dem Amerikanischen von Ulrike Wasel und Klaus Timmermann. Piper, 2008, ISBN 978-3-492-25398-7.
12. Bethan Roberts: Stille Wasser. Aus dem Englischen von Ulrike Becker. Kunstmann, 2008, ISBN 978-3-88897-514-1.
13. Gerd Schneider: Kafkas Puppe. Arena, 2008, ISBN 978-3-401-50148-2.
14. Oliver Storz: Die Freibadclique. Schirmer Graf, 2008, ISBN 978-3-548-61014-6.
15. Markus Zusak: Die Bücherdiebin. Aus dem Englischen von Alexandra Ernst. cbj, 2008, ISBN 978-3-570-30627-7.

Sieger
1. Thea Dorn: Mädchenmörder. Manhattan, 2008, ISBN 978-3-442-47156-0.
2. Jodi Picoult: 19 Minuten. aus dem Amerikanischen von Ulrike Wasel und Klaus Timmermann. Piper, 2008, ISBN 978-3-492-25398-7.
3. Stephenie Meyer: Seelen. aus dem Amerikanischen von Katharina Diestelmeier. Carlsen, 2008, ISBN 978-3-551-31036-1.

### 2010
Nominierte Titel
1. Isabel Abedi: Lucian. Arena, 2009, ISBN 978-3-401-06203-7.
2. Sherman Alexie: Das absolut wahre Tagebuch eines Teilzeitindianers (Illustrationen von Ellen Forney), aus dem Amerikanischen von Gerald Jung und Katharina Orgaß. dtv, 2009, ISBN 978-3-423-78259-3.
3. Michael Gerard Bauer: Ismael und der Auftritt der Seekühe. aus dem Englischen von Ute Mihr. Hanser, 2009, ISBN 978-3-423-62469-5.
4. Kevin Brooks: Being. aus dem Englischen von Uwe-Michael Gutzschhahn. dtv, 2009, ISBN 978-3-423-71345-0.
5. Kevin Brooks: Black Rabbit Summer. aus dem Englischen von Uwe-Michael Gutzschhahn. dtv, 2009, ISBN 978-3-423-24775-7.
6. Rachel Cohn und David Levithan: Naomi & Ely. aus dem Amerikanischen von Bernadette Ott. cbj, 2009, ISBN 978-3-570-30682-6.
7. Suzanne Collins: Die Tribute von Panem – Tödliche Spiele. aus dem Amerikanischen von Peter Klöss und Sylke Hachmeister. Oetinger, 2009, ISBN 978-3-7891-3218-6.
8. Georg Elterlein: Der Hungerkünstler. Picus, 2009, ISBN 978-3-85452-641-4.
9. Monika Feth: Der Schattengänger. cbt, 2009, ISBN 978-3-570-30393-1.
10. Kerstin Gier: Rubinrot – Liebe geht durch alle Zeiten. Arena, 2009, ISBN 978-3-401-06334-8.
11. Rawi Hage: Als ob es kein Morgen gäbe. aus dem Englischen von Gregor Hens. DuMont, 2009, ISBN 978-3-492-25831-9.
12. Glyn Maxwell: Das Mädchen, das sterben sollte. aus dem Englischen von Martina Tichy. Kunstmann, 2009, ISBN 978-3-88897-551-6.
13. Mary E. Pearson: Zweiunddieselbe. aus dem Amerikanischen von Gerald Jung und Katharina Orgaß. S. Fischer, 2009, ISBN 978-3-596-80860-1.
14. Jenny Valentine: Wer ist Violet Park? aus dem Englischen von Klaus Fritz. dtv, 2009, ISBN 978-3-423-62392-6.
15. Stan van Elderen: Warum Charlie Wallace? aus dem Niederländischen von Bettina Bach. Hanser, 2009, ISBN 978-3-423-62493-0.

Sieger
1. Suzanne Collins: Die Tribute von Panem – Tödliche Spiele. aus dem Amerikanischen von Peter Klöss und Sylke Hachmeister. Oetinger, 2009, ISBN 978-3-7891-3218-6.
2. Isabel Abedi: Lucian. Arena, 2009, ISBN 978-3-401-06203-7.
3. Kerstin Gier: Rubinrot – Liebe geht durch alle Zeiten. Arena, 2009, ISBN 978-3-401-06334-8.

### 2011
Nominierte Titel
1. Daniel Bielenstein: FAQ – Keine Show ist härter als das Leben. Arena, 2010, ISBN 978-3-401-06486-4.
2. Patrick Carman: Skeleton Creek – Wenn das Böse erwacht (mit beiliegender CD), aus dem Amerikanischen von Gerold Anrich. cbj, 2010, ISBN 978-3-570-13880-9.
3. Kari Erhardt: Reise mit Kaktus. Carlsen, 2010, ISBN 978-3-551-58209-6.
4. Jon Ewo: Am Haken. aus dem Norwegischen von Christel Hildebrandt. dtv, 2010, ISBN 978-3-423-24804-4.
5. John Green / Maureen Johnson / Lauren Myracle: Tage wie diese. aus dem Amerikanischen von Barbara Abedi. Arena, 2010, ISBN 978-3-401-06544-1.
6. Stephenie Meyer: Bis(s) zum ersten Sonnenstrahl. aus dem Amerikanischen von Katharina Diestelmeier. Carlsen, 2010, ISBN 978-3-551-58200-3.
7. Marie-Aude Murail: Über kurz oder lang. aus dem Französischen von Tobias Scheffel. S. Fischer, 2010, ISBN 978-3-596-85390-8.
8. Haruki Murakami: 1Q84. aus dem Japanischen von Ursula Gräfe. DuMont, 2010, ISBN 978-3-8321-9587-8.
9. Thorsten Nesch: Joyride Ost. rororo, 2010, ISBN 978-3-499-21531-5.
10. Susan Beth Pfeffer: Die Welt, wie wir sie kannten. aus dem Englischen von Annette von der Weppen. Carlsen, 2010, ISBN 978-3-551-58218-8.
11. Maggie Stiefvater: Nach dem Sommer. aus dem Amerikanischen von Sandra Kuffinke und Jessica Komina. Script 5/Loewe, 2010, ISBN 978-3-8390-0108-0.
12. Janne Teller: Nichts – was im Leben wichtig ist. aus dem Dänischen von Sigrid Engeler. Hanser, 2010, ISBN 978-3-446-23596-0.
13. Mark Walden: F.I.E.S. – Fachinstitut für extreme Schurkenerziehung. aus dem Englischen von Ilse Rothfuß. Sauerländer, 2010, ISBN 978-3-7941-6166-9.
14. Rachel Ward: Numbers – Den Tod im Blick. aus dem Englischen von Uwe-Michael Gutzschhahn. Carlsen, 2010, ISBN 978-3-551-52007-4.
15. Jane Yolen: Dornrose – Die Geschichte meiner Großmutter. aus dem Amerikanischen von Ulrike Nolte. Bloomsbury, 2010, ISBN 978-3-8333-5068-9.

Sieger
1. Maggie Stiefvater: Nach dem Sommer. aus dem Amerikanischen von Sandra Kuffinke und Jessica Komina. Script 5/Loewe, 2010, ISBN 978-3-8390-0108-0.
2. Rachel Ward: Numbers – Den Tod im Blick. aus dem Englischen von Uwe-Michael Gutzschhahn. Carlsen, 2010, ISBN 978-3-551-52007-4.
3. Daniel Bielenstein: FAQ – Keine Show ist härter als das Leben. Arena, 2010, ISBN 978-3-401-06486-4.

### 2012
Nominierte Titel
1. Jacob Arjouni: Cherryman jagt Mr. White. Diogenes, 2011, ISBN 978-3-257-06755-2.
2. Kevin Brooks: iBoy. aus dem Englischen von Uwe-Michael Gutzschhahn. dtv premium, 2011, ISBN 978-3-423-24845-7.
3. Maite Carranza: Eine magische Sommernacht. übersetzt von Hanna Grzimek. Bloomsbury, 2011, ISBN 978-3-8270-5393-0.
4. Alex Finn: Kissed. übersetzt von Sonja Häusler. Baumhaus, 2011, ISBN 978-3-8339-0021-1.
5. Jaromir Konecny: Krumme Gurken. cbt, 2011, ISBN 978-3-570-16048-0.
6. Jonas T. Krüger: Blutrotes Wasser. Ueberreuter, 2011, ISBN 978-3-8000-5641-5.
7. Pittacus Lore: Ich bin Nummer Vier – Drei sind schon tot. übersetzt von Irmela Brender. Aufbau-Verlag, 2011, ISBN 978-3-351-04128-1.
8. Marie-Aude Murail: Das ganz und gar unbedeutende Leben der Charity Tiddler. illustriert von Philippe Dumas, aus dem Französischen von Tobias Scheffel. Fischer, 2011, ISBN 978-3-596-85443-1.
9. Elizabeth Revis: Godspeed – Die Reise beginnt. übersetzt von Simone Wiemken. Dressler, 2011, ISBN 978-3-7915-1676-9.
10. Sobo Swobodnik: Der Nussknacker. illustriert von Frank Spong Plein. Baumhaus, 2011, ISBN 978-3-8339-0047-1.
11. Tabitha Suzuma: Forbidden. übersetzt von Bernadette Ott. Oetinger, 2011, ISBN 978-3-7891-4744-9.
12. Thomas Thiemeyer: Das verbotene Eden – David und Juna. PAN, 2011, ISBN 978-3-426-28360-8.
13. Hortense und Allyssa Ullrich: Last Girl Standing – Die Wette. Rowohlt, 2011, ISBN 978-3-499-21605-3.
14. Rachel Ward: Numbers – Den Tod vor Augen. aus dem Englischen von Uwe-Michael Gutzschhahn. Chicken House, 2011, ISBN 978-3-551-52016-6.
15. Yvonne Woon: Dead Beautiful – Deine Seele in mir. übersetzt von Nina Frey. Dtv, 2011, ISBN 978-3-423-76038-6.

Sieger
1. Yvonne Woon: Dead Beautiful – Deine Seele in mir. übersetzt von Nina Frey. Dtv, 2011, ISBN 978-3-423-76038-6.
2. Rachel Ward: Numbers – Den Tod vor Augen. aus dem Englischen von Uwe-Michael Gutzschhahn. Chicken House, 2011, ISBN 978-3-551-52016-6.
3. Hortense und Allyssa Ullrich: Last Girl Standing – Die Wette. Rowohlt, 2011, ISBN 978-3-499-21605-3.

### 2013
Nominierte Titel
1. Lauren Barnhold: Die verrückteste Nacht meines Lebens. übersetzt von Bettina Spangler. cbt, 2012, ISBN 978-3-570-30824-0.
2. Inge Barth-Grötzinger: Geliebte Berthe. Thienemann, 2012, ISBN 978-3-522-20149-0.
3. Katja Brandis und Hans-Peter Ziemek: Schatten des Dschungels. Beltz & Gelberg, 2012, ISBN 978-3-407-81107-3.
4. Lois Duncan: Killing Mr Griffin. übersetzt von Anja Galic. cbt, 2012, ISBN 978-3-570-30797-7.
5. Monika Feth: Spiegelschatten. cbt, 2012, ISBN 978-3-570-16114-2.
6. Jessica Martinez: Virtousity – Liebe um jeden Preis. übersetzt von Sabine Bhose. Boje, 2012, ISBN 978-3-414-82322-9.
7. Gudrun Pausewang: Au revoir, bis nach dem Krieg. Gerstenberg, 2012, ISBN 978-3-8369-5444-0.
8. Lissa Price: Starters aus dem Amerikanischen übersetzt von Birgit Ress-Bohnsch. Piper, 2012, ISBN 978-3-492-70263-8.
9. Veronica Roth: Die Bestimmung. übersetzt von Petra Koob-Pawis. cbt, 2012, ISBN 978-3-570-16131-9.
10. Chris Ryan: Agent 21 – Im Zeichen des Todes. übersetzt von Brigitte Lindecke. cbt, 2012, ISBN 978-3-570-30835-6.
11. Manuela Salvi: Tod oder Liebe aus dem Italienischen übersetzt von Brigitte Lindecke. Fischer / FJB, 2012, ISBN 978-3-8414-2143-2.
12. Andrea Schacht: Kyria & Reb – bis ans Ende der Welt. Egmont / Ink, 2012, ISBN 978-3-86396-016-2.
13. C.J. Skuse: Ziemlich krumme Dinger. übersetzt von Michaela Kolodziejcok. Carlsen / Chicken House, 2012, ISBN 978-3-551-52014-2.
14. Joss Stirling: Finding Sky. übersetzt von Michaela Kolodziejcok. dtv, 2012, ISBN 978-3-423-76047-8.
15. Jutta Wilke: Schwarz wie Schnee. Sauerländer, 2012, ISBN 978-3-411-81141-0.

Sieger
1. Veronica Roth: Die Bestimmung. übersetzt von Petra Koob-Pawis. cbt, 2012, ISBN 978-3-570-16131-9.
2. Chris Ryan: Agent 21 – Im Zeichen des Todes. übersetzt von Brigitte Lindecke. cbt, 2012, ISBN 978-3-570-30835-6.
3. Lauren Barnhold: Die verrückteste Nacht meines Lebens. übersetzt von Bettina Spangler. cbt, 2012, ISBN 978-3-570-30824-0.

### 2014
Nominierte Titel
1. Katrin Bongard: Subway Sound. Oetinger-Taschenbuch, 2013, ISBN 978-3-86430-012-7.
2. Katja Brandis: Und keiner wird dich kennen. Beltz & Gelberg, 2013, ISBN 978-3-407-74493-7.
3. Celia Bryce: Heller als ein Stern. übersetzt von Bettina Obrecht. Bloomoon, 2013, ISBN 978-3-7607-9940-7.
4. Kiera Cass: Selection. übersetzt von Angela Stein. Fischer, 2013, ISBN 978-3-7335-0030-6.
5. Sarah Crossan: Breathe – Gefangen unter Glas. übersetzt von Birgit Niehaus. dtv, 2013, ISBN 978-3-423-71611-6.
6. Johannes Groschupf: Lost Places. Oetinger-Taschenbuch, 2013, ISBN 978-3-8415-0248-3.
7. Ally Kennen: Bullet Boys. übersetzt von Heike Brandt. dtv, 2013, ISBN 978-3-423-71535-5.
8. Knut Krüger: Tatort Oslo – Unehrlich währt am längsten. cbj, 2013, ISBN 978-3-570-15396-3.
9. Sarra Manning: Adorkable. übersetzt von Marianne Harms-Nicolai. Bloomoon, 2013, ISBN 978-3-7607-8958-3.
10. Sarah Ockler: Verlieb dich nie in einen Vargas. übersetzt von Katrin Weingran. cbt, 2013, ISBN 978-3-570-16272-9.
11. Cynthia J. Omolulu: Für immer die Seele. übersetzt von Jutta Wurm. Dressler, 2013, ISBN 978-3-8415-0342-8.
12. Mark O’Sullivan: Jimmy, Jimmy. übersetzt von Anu Stohner. dtv, 2013, ISBN 978-3-423-65003-8.
13. Morton Rhue: No Place, No Home. übersetzt von Katarina Ganslandt. Ravensburger, 2013, ISBN 978-3-473-40100-0.
14. Jeanne Ryan: Das Spiel ist aus, wenn wir es sagen. übersetzt von Tanja Ohlsen. cbt, 2013, ISBN 978-3-570-30976-6.
15. Kristen Simmons: Artikel 5. übersetzt von Frauke Meier. Piper/ivi, 2013, ISBN 978-3-492-70286-7.

Sieger
1. Kiera Cass: Selection. übersetzt von Angela Stein. Fischer, 2013, ISBN 978-3-7335-0030-6.
2. Katja Brandis: Und keiner wird dich kennen. Beltz & Gelberg, 2013, ISBN 978-3-407-74493-7.
3. Sarah Crossan: Breathe – Gefangen unter Glas. übersetzt von Birgit Niehaus. dtv, 2013, ISBN 978-3-423-71611-6.

### 2015
Nominierte Titel
1. A.J. Betts: Die Unwahrscheinlichkeit von Liebe. übersetzt von Katharina Diestelmeier. Fischer KJB, 2014, ISBN 978-3-596-81254-7.
2. Anne-Laure Bondoux: Der Mörder weinte. übersetzt von Maja von Vogel. Carlsen, 2014, ISBN 978-3-551-58309-3.
3. Anna Carey: Blackbird. übersetzt von Tanja Ohlsen. cbt, 2014, ISBN 978-3-570-16327-6.
4. Simone Elkeles: Herz verspielt. übersetzt von Katrin Weingran. cbt, 2014, ISBN 978-3-570-30904-9.
5. Alice Gabathuler: Lost Souls ltd. – Blue Eyes. Thienemann, 2014, ISBN 978-3-522-20204-6.
6. Thomas Kastura: Please Identify – Auf der Jagd nach Laura Adams. Arena, 2014, ISBN 978-3-401-06881-7.
7. Klaus Kordon: Joss oder der Preis der Freiheit. Beltz & Gelberg, 2014, ISBN 978-3-407-81180-6.
8. Erin Jade Lange: Butter. übersetzt von Uwe-Michael Gutzschhahn. Rowohlt, 2014, ISBN 978-3-499-21244-4.
9. Emmy Laybourne: Monument 14. übersetzt von Ulrich Thiele. Heyne, 2014, ISBN 978-3-453-41163-0.
10. Harry Luck: Versuchung. Gabriel, 2014, ISBN 978-3-522-30352-1.
11. Andy Mulligan: Der zweite Kopf des Richard Westlake. übersetzt von Uwe-Michael Gutzschhahn. Rowohlt, 2014, ISBN 978-3-499-21679-4.
12. Marie-Aude Murail: Ein Ort wie dieser. übersetzt von Tobias Scheffel. Fischer KJB, 2014, ISBN 978-3-596-85627-5.
13. Sonwabiso Ngcowa: Nanas Liebe. übersetzt von Lutz van Dijk. P. Hammer, 2014, ISBN 978-3-7795-0499-3.
14. Emil Ostrovski: Wo ein bisschen Zeit ist... übersetzt von Thomas Gunkel. Fischer, 2014, ISBN 978-3-596-19644-9.
15. David Safier: 28 Tage lang. Rowohlt, 2014, ISBN 978-3-499-26663-8.

Sieger
1. David Safier: 28 Tage lang. Rowohlt, 2014, ISBN 978-3-499-26663-8.
2. Anna Carey: Blackbird. übersetzt von Tanja Ohlsen. cbt, 2014, ISBN 978-3-570-16327-6.
3. Marie-Aude Murail: Ein Ort wie dieser. übersetzt von Tobias Scheffel. Fischer KJB, 2014, ISBN 978-3-596-85627-5.

### 2016
Nominierte Titel
1. Liz Coley: Scherbenmädchen. übersetzt von Susanne Klein. Bastei Lübbe, 2015, ISBN 978-3-8466-0006-1.
2. Ally Condie: Atlantia. übersetzt von Stefanie Schäfer. Fischer, 2015, ISBN 978-3-8414-2169-2.
3. James Dashner: The Game Master – Tödliches Netz. übersetzt von Karlheinz Dürr. cbt, 2015, ISBN 978-3-570-30961-2.
4. James Dawson: How to be gay. übersetzt von Volker Oldenburg. Fischer, 2015, ISBN 978-3-7335-0092-4.
5. Ryan Graudin: Walled City. übersetzt von Katharina Naumann. Rowohlt, 2015, ISBN 978-3-499-21705-0.
6. Colleen Hoover: Love and Confess. übersetzt von Katharina Ganslandt. dtv, 2015, ISBN 978-3-423-71759-5.
7. Philip Kerr: Winterpferde. übersetzt von Christiane Steen. Rowohlt, 2015, ISBN 978-3-499-21774-6.
8. Patricia McCormick: Der Tiger in meinem Herzen. übersetzt von Maren Illinger. Fischer, 2015, ISBN 978-3-596-85580-3.
9. Eva Moraal: Zwischen uns die Flut. übersetzt von Rolf Erdorf. Oetinger, 2015, ISBN 978-3-8415-0351-0.
10. Thorsten Nesch: Der Drohnenpilot. mixtvision, 2015, ISBN 978-3-95854-114-6.
11. Alice Oseman: Solitaire. übersetzt von Anja Galič. dtv, 2015, ISBN 978-3-423-76119-2.
12. James Patterson und Emily Raymond: Heart.Beat.Love. übersetzt von Stephanie Singh. dtv, 2015, ISBN 978-3-423-76152-9.
13. Arno Strobel: Schlusstakt. Loewe, 2015, ISBN 978-3-7855-7865-0.
14. Lilli Thal: Die Puppenspieler von Flore. Gerstenberg, 2015, ISBN 978-3-8369-5801-1.
15. Suzy Zail: Der Klang der Hoffnung. übersetzt von Petra Koob-Pawis. cbj, 2015, ISBN 978-3-570-15990-3.

Sieger
1. Liz Coley: Scherbenmädchen. übersetzt von Susanne Klein. Bastei Lübbe, 2015, ISBN 978-3-8466-0006-1.
2. Patricia McCormick: Der Tiger in meinem Herzen. übersetzt von Maren Illinger. Fischer, 2015, ISBN 978-3-596-85580-3.
3. Ryan Graudin: Walled City. übersetzt von Katharina Naumann. Rowohlt, 2015, ISBN 978-3-499-21705-0.

### 2017
Nominierte Titel
1. Cecelia Ahern: Flawed – Wie perfekt willst du sein. übersetzt von Anna Julia Strüh. Fischer, 2016, ISBN 978-3-8414-2235-4.
2. Becky Albertalli: Nur drei Worte. übersetzt von Ingo Herzke. Carlsen, 2016, ISBN 978-3-551-55609-7.
3. Sarah Alderson: Keep me safe. übersetzt von Franziska Jaekel. Ravensburger, 2016, ISBN 978-3-473-58493-2.
4. Virginia Boecker: Witch Hunter. übersetzt von Alexandra Ernst. dtv, 2016, ISBN 978-3-423-71755-7.
5. C.J. Daugherty: Secret Fire – Die Entflammten. übersetzt von Peter Klöss und Jutta Wurm. Oetinger, 2016, ISBN 978-3-7891-3339-8.
6. Kurt Dinan: Wir sind nicht zu fassen. übersetzt von Petra Hucke. Magellan, 2016, ISBN 978-3-7348-5023-3.
7. Anne Eliot: Almost. übersetzt von Birgit Niehaus. dtv, 2016, ISBN 978-3-423-71671-0.
8. Anne Freytag: Mein bester letzter Sommer. Heyne, 2016, ISBN 978-3-453-27012-1.
9. Jenny Hay: To all the Boys I've loved before. übersetzt von Birgitt Kollmann. Hanser, 2016, ISBN 978-3-446-25081-9.
10. Sophie Jordan: Infernale. übersetzt von Ulrike Brauns. Loewe, 2016, ISBN 978-3-7855-8167-4.
11. Christian Linker: Dschihad Calling. dtv, 2016, ISBN 978-3-423-71723-6.
12. Malinda Salisbury: Godess of Poinson – Tödliche Berührung. übersetzt von A.M. Grünewald. bloomoon, 2016, ISBN 978-3-8458-1513-8.
13. Ruta Sepetys: Salz für die See. übersetzt von Henning Ahrens. Carlsen/Königskinder, 2016, ISBN 978-3-551-56023-0.
14. Megan Shepherd: The Cage – Entführt. übersetzt von Beate Brammertz. Heyne, 2016, ISBN 978-3-453-26893-7.
15. Teri Terry: Book of Lies. übersetzt von Petra Knese. Coppenrath, 2016, ISBN 978-3-649-66752-0.

Sieger
1. Sarah Alderson: Keep me safe. übersetzt von Franziska Jaekel. Ravensburger, 2016, ISBN 978-3-473-58493-2.
2. Becky Albertalli: Nur drei Worte. übersetzt von Ingo Herzke. Carlsen, 2016, ISBN 978-3-551-55609-7.
3. Virginia Boecker: Witch Hunter. übersetzt von Alexandra Ernst. dtv, 2016, ISBN 978-3-423-71755-7.

### 2018
Nominierte Titel
1. John Boyne: Der Junge auf dem Berg. übersetzt von Ilse Layer. Fischer, 2017, ISBN 978-3-7373-4062-5.
2. Laure Eve: Familie Grace, der Tod und ich. übersetzt von Christiane Steen. Fischer, 2017, ISBN 978-3-8414-2244-6.
3. J.J. Goslee: Die Welt übt den Untergang und ich grinse zurück. übersetzt von Marianne Harms-Nicolai. Dressler, 2017, ISBN 978-3-7915-0030-0.
4. Judith Gridl: Das Leben meines besten Freundes. Knesebeck, 2017, ISBN 978-3-95728-063-3.
5. Andreas Hüging: Let's Disco. Ueberreuter, 2017, ISBN 978-3-7641-7075-2.
6. Amie Kaufman und Jay Kristoff: Illuminae – Die Illuminae-Akten_01. übersetzt von Gerald Jung und Katharina Orgaß. dtv, 2017, ISBN 978-3-423-76183-3.
7. Marieke Nijkamp: 54 Minuten – Jeder hat Angst vor dem Jungen mit der Waffe. übersetzt von Mo Zuber. Fischer, 2017, ISBN 978-3-8414-4016-7.
8. Ursula Poznanski: Aquila. Loewe, 2017, ISBN 978-3-7855-8613-6.
9. Rainbow Rowell: Fangirl. übersetzt von Birgitte Jakobeit. Hanser, 2017, ISBN 978-3-446-25700-9.
10. Alyssa Sheinmel: Faceless. übersetzt von Jessika Komina und Sandra Knuffinke. Hanser, 2017, ISBN 978-3-446-25703-0.
11. Neal Shusterman: Scythe – Die Hüter des Todes. übersetzt von Pauline Kurbasik und Kristian Lutze. Fischer / Sauerländer, 2017, ISBN 978-3-7373-5506-3.
12. Angie Thomas: The Hate U Give. übersetzt von Henriette Zeltner. cbt, 2017, ISBN 978-3-570-16482-2.
13. Jon Walter: Mein Name ist nicht Freitag. übersetzt von Josefine Haubold. Carlsen/Königskinder, 2017, ISBN 978-3-551-56020-9.
14. Kasie West: PS: Ich mag dich übersetzt von Ann Lecker. Carlsen, 2017, ISBN 978-3-551-58366-6.
15. Lizzie Wilcock: Brennender Durst. übersetzt von Friederike Levin. Beltz & Gelberg, 2017, ISBN 978-3-407-82300-7.

Sieger
1. Neal Shusterman: Scythe – Die Hüter des Todes. übersetzt von Pauline Kurbasik und Kristian Lutze. Fischer / Sauerländer, 2017, ISBN 978-3-7373-5506-3.
2. Ursula Poznanski: Aquila. Loewe, 2017, ISBN 978-3-7855-8613-6.
3. John Boyne: Der Junge auf dem Berg. übersetzt von Ilse Layer. Fischer, 2017, ISBN 978-3-7373-4062-5.

### 2019
Nominierte Titel
1. Kayla Ancrum: Wicker King. Übersetzt von Uwe-Michael Gutzschhahn. dtv Junior, 2018, ISBN 978-3-423-76233-5.
2. Elly Blake: Fire & Frost – Vom Eis berührt. Übersetzt von Yvonne Hergane. Ravensburger, 2018, ISBN 978-3-473-40157-4.
3. Gayle Forman: Irgendwas von dir. Übersetzt von Stefanie Schäfer. Fischer FJB, 2018, ISBN 978-3-8414-2238-5.
4. Vicki Grant: 36 Fragen an dich. Übersetzt von Astrid Finke. Heyne fliegt, 2018, ISBN 978-3-453-27165-4.
5. Elisabeth Herrmann: Zartbittertod. cbj, 2018, ISBN 978-3-570-16513-3.
6. Christian Linker: Scriptkid – Erpresst im Darknet. dtv, 2018, ISBN 978-3-423-71810-3.
7. Jen Malone: Acht Städte, sechs Senioren, ein falscher Name und der Sommer meines Lebens. Übersetzt von Jessika Komina und Sandra Knuffinke. Magellan, 2018, ISBN 978-3-7348-5034-9.
8. George R.R. Martin: Wild Cards – Die Cops von Jokertown. Übersetzt von Simon Weinert. Penhaligon, 2018, ISBN 978-3-7645-3214-7.
9. Karen M. McManus: One of Us is Lying. Übersetzt von Anja Galic. cbj, 2018, ISBN 978-3-570-16512-6.
10. Ursula Poznanski: Thalamus. Loewe, 2018, ISBN 978-3-7855-8614-3.
11. Margit Ruile: God's Kitchen. Loewe, 2018, ISBN 978-3-7855-8447-7.
12. Rebecca Sky: Love Curse – Lieben verboten. Übersetzt von Cornelia Röser. Heyne fliegt, 2018, ISBN 978-3-453-27164-7.
13. Rainer Wekwerth und Thariot: Pheromon – Sie riechen dich. Thienemann Planet, 2018, ISBN 978-3-522-50553-6.
14. Alex Wheatle: Liccle Bit – Der Kleine aus Crongton. Übersetzt von Conny Lösch. Kunstmann, 2018, ISBN 978-3-95614-231-4.
15. Joyce Winter: Dreamkeeper – Akademie der Träume. Oetinger, 2018, ISBN 978-3-8415-0499-9.

Sieger
1. Ursula Poznanski: Thalamus. Loewe Verlag, 2018, ISBN 978-3-7855-8614-3.
2. Karen M. McManus: One of Us is Lying. Übersetzt von Anja Galic. cbj, 2018, ISBN 978-3-570-16512-6.
3. Elly Blake: Fire & Frost – Vom Eis berührt. Übersetzt von Yvonne Hergane. Ravensburger, 2018, ISBN 978-3-473-40157-4.

### 2020
Nominierte Titel
1. Rachael Allen: Spencers Taxonomie der Liebe. Übersetzt von Bernadette Ott. dtv, 2019, ISBN 978-3-423-76262-5
2. Kevin Brooks: Deathland Dogs. Übersetzt von Uwe-Michael Gutzschhahn. dtv, 2019, ISBN 978-3-423-76236-6
3. Clare Furniss: Morgen ist Heute schon vorbei. Übersetzt von Christiane Steen. Rowohlt Verlag, 2019, ISBN 978-3-499-21812-5
4. Jessi Kirby: Offline ist es nass, wenn's regnet. Übersetzt von Anne Brauner. Loewe Verlag, 2019, ISBN 978-3-743-20377-8
5. Simon Mason: Running Girl. Übersetzt von Karsten Singelmann. Rowohlt Verlag, 2019, ISBN 978-3-499-21830-9
6. Scott McEwen, Hof Williams: Camp Honor – Die Mission. Übersetzt von Christian Dreller. Ravensburger, 2019, ISBN 978-3-473-58547-2
7. Karen M. McManus: Two Can Keep a Secret. Übersetzt von Anja Galić. cbj, 2019, ISBN 978-3-570-16538-6
8. Karl Olsberg: Boy in a Dead End. Loewe Verlag, 2019, ISBN 978-3-743-20417-1
9. Marisha Pessl: Niemalswelt. Übersetzt von Claudia Feldmann. Carlsen Verlag, 2019, ISBN 978-3-551-58400-7
10. Ava Reed: Ashes and Souls – Schwingen aus Rauch und Gold. Loewe Verlag, 2019, ISBN 978-3-743-20251-1
11. Jason Reynolds: Long Way Down. Übersetzt von Petra Bös. dtv, 2019, ISBN 978-3-423-65031-1
12. Neal & Jarrod Shusterman: Dry. Übersetzt von Kristian Lutze & Pauline Kurbasik. Fischer Sauerländer, 2019, ISBN 978-3-737-35638-1
13. Dashka Slater: Bus 57. Übersetzt von Ann Lecker. Loewe Verlag, 2019, ISBN 978-3-743-20363-1
14. Gloria Trutnau: Left to Fate – Die Ausgesetzten. Carlsen Verlag, 2019, ISBN 978-3-551-31801-5
15. Mel Wallis de Vries: Wer sich umdreht oder lacht … Übersetzt von Verena Kiefer. ONE, 2019, ISBN 978-3-846-60081-8

## Preise

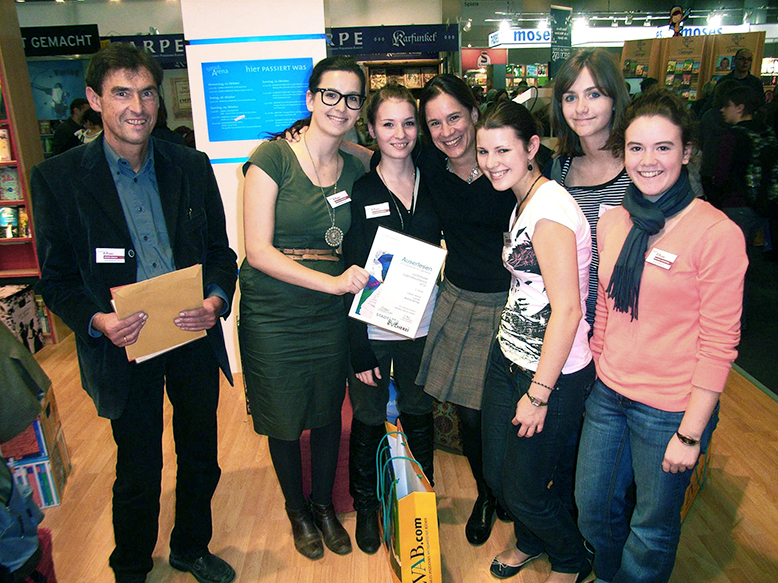
Preisübergabe an Isabel Abedi (Mitte)
auf der Frankfurter Buchmesse 2010

Der Autor / die Autorin des Buches mit der besten Bewertung (im Durchschnitt), der Übersetzer und der Verlag erhalten einen großen Kuchen in Buchform, der bisher vom Leseclub auf den Frankfurter Buchmessen überreicht wurde. Zudem erhalten sie – und auch die Zweit- und Drittplatzierten – Siegerurkunden.
Die Klasse, die die meisten Bewertungsbögen ausgefüllt hat, wird belohnt. Die Art der Belohnung bleibt bis zur Preisverleihung eine Überraschung. 2009 schenkte Mirjam Pressler der leseeifrigsten Schulklasse eine persönliche Lesung. 2010 gewann wieder dieselbe Klasse und bekam von der Jugendbuchautorin ein Buchpaket. 2011 und 2012 fanden wiederum Klassenlesungen mit M. Pressler für die aktivste Klasse statt.
Unter allen anwesenden Juryteilnehmern werden kleine Geschenke verlost. Es sind vorwiegend Gutscheine und Buchpreise, die von Verlagen und verschiedenen Unternehmen gesponsert wurden. Je mehr Bewertungsbögen ein Schüler abgegeben hat, desto höher ist seine Gewinnchance.

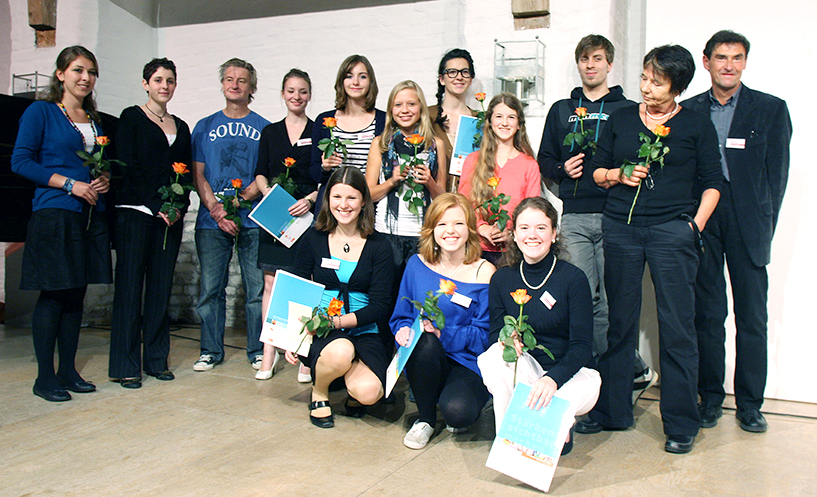
Jaromir Konecny (3. v.l.), Heiner Lange (3. v.r.), Mirjam Pressler (2. v.r.)

## Wirkung und Öffentlichkeit
Ziel des Projektes war von Beginn an, vielfältige Wirkungsmöglichkeiten sowohl für die einzelnen Beteiligten als auch für die teilnehmenden Schulklassen anzubieten. Die Wirkung sollte zunächst lokal, dann aber auch regional und überregional sein.

### Interne Wirkungen
Die Leseclubmitglieder, insbesondere die Teilnehmer der Arbeitsgruppe, konnten bei der Planung und Durchführung des Projektes zahlreiche Fähigkeiten entwickeln oder verstärken. Je nach individueller Neigung entschieden sie sich bald für spezielle Aufgabengebiete, z. B. Zeitplanung, Pressearbeit, grafische Gestaltung von Werbematerialien (alle Plakate wurden von Jugendlichen selbst entworfen), Moderation, Internetpräsenz, Veranstaltungsplanung etc. Durch Kontakte mit Verlagen, den Medien und Fachleuten wurden die Kommunikations- und die Ausdrucksfähigkeit verstärkt. Ebenso entwickelten die AG-Mitglieder Teamgeist und Verantwortungsbereitschaft, Flexibilität (etwa bei unerwarteten Problemen) und Kreativität. Nicht zuletzt wurden die Kenntnisse über Literatur und Literaturvermittlung gesteigert. Als Anerkennung für die erworbenen Fähigkeiten erhielten und erhalten die AG-Mitglieder am Ende eines Projektjahres vom Leiter des Projektes den „Kompetenznachweis Kultur“, ein von der Bundesvereinigung Kulturelle Jugendbildung (BKJ) ediertes Zertifikat über die in einem Projekt individuell erworbenen Stärken.
Die Auswirkungen der Projektbeteiligung bei Schülern und Lehrkräften wurden durch zahlreiche Rückmeldungen evident. Lehrer berichteten über die unerwartete Begeisterung vieler Schüler fürs Lesen. Obwohl eine gleichmäßige Berücksichtigung aller Interessen und Altersgruppen bei der Buchauswahl anfangs schwierig erschien, fanden die meisten Schüler und Lehrer die Auswahl angemessen und weitgehend altersadäquat. Ab dem zweiten Projektjahr war vom Leseclub bereits bei der Nominierung der Titel auf ein heterogenes Leserpublikum geachtet worden. Die Struktur des Bewertungsbogens (kurze prägnante Aussagen zu Inhalt, Sprache, Aufbau und Aufmachung) sowie das übersichtliche Punktesystem mit Endbewertung (0–12 Punkte) erhöhten bei vielen Schülern den Lesespaß, da keine langwierigen Zusammenfassungen oder Interpretationen gefordert waren. Die meisten Lehrkräfte, die im ersten Jahr dabei waren, wollten auch im Folgejahr wieder mitmachen. Einige Lehrer bestätigten, dass über den Effekt der Leseförderung hinaus sich durch die gelungene Buchauswahl auch das literarisch-ästhetische Erfahrungspotenzial vieler Schüler erhöht habe. Es wurde auch festgestellt, dass sich die Einbeziehung von aktuellen und literarisch „gehobenen“ Jugendromanen sowohl auf die Methodendidaktik als auch das jugendliterarische Fachwissen auswirkte.

### Externe Wirkungen
Für die Stadtbücherei und ihre Zweigstellen (darunter mehrere Schulbibliotheken) bedeutete die Durchführung des „Auserlesen“-Preises eine weitere Ausrichtung des Bestandes auf ein zielgruppenrelevantes Buchangebot, da die Titel mehrfach angeschafft wurden. Auch einige Verlage stellten für das Projekt zusätzliche Rezensionsexemplare zur Verfügung. Auf der Website der Stadtbücherei wurden Projekt und Preisfindung ausführlich dargestellt. Darüber hinaus wurde die Aktion von vielen Seiten, u. a. von Schulleitern, lokalen Medien, Politikern und Personen der Stadtverwaltung als innovatives Projekt der Bibliothek mit Blickrichtung auf Bildungs- und Jugendarbeit wahrgenommen. Von Seiten der Stadt wurde für zusätzlich notwendige Buchanschaffungen und die Organisation der Abschlussveranstaltung ein Kostenzuschuss zugesagt.

### Öffentliche Rezeption
Auch außerhalb von Landshut fand der Landshuter Jugendbuchpreis Aufmerksamkeit. Leseförderinstitutionen wie der Arbeitskreis für Jugendliteratur (AKJ) und die Stiftung Lesen, aber auch die jugendliterarische Fachpresse (Zeitschriften „Eselsohr“, „Bulletin Jugend & Literatur“) berichteten über den Landshuter Jugendleseclub und „seinen“ Preis. Außerdem entstanden einige projektunabhängige Diskussions- und Abstimmungsgruppen wie „Auserlesen – Landshuter Jugendbuchpreis“ bei LovelyBooks, die Foren „Leseforum Bayern“, „Deutscher Bildungsserver“, „www.lesen-in-deutschland.de“, „ÖBiB-online“, „www.schulmediothek.de“ und andere. Beim Leseclub-Symposium auf der Leipziger Buchmesse wurde das Projekt im Rahmen von regionalen Lehrerfortbildungen vorgestellt. Auch Verlage werben in jüngster Zeit auf den Covern der nominierten Büchern mit dem Landshuter Jugendbuchpreis.